# Cloacina
Cloacina sau Venus Cloacina este o zeitate romană, o zeiță a curățeniei, patroană a canalizărilor care îndepărtează murdăriile. În particular era patroana canalului celui mai important din Roma Cloaca maxima. Se pare că originar este o divinitate sabina.